# Cantone di Lussac
Il Cantone di Lussac era una divisione amministrativa dell'arrondissement di Libourne.
A seguito della riforma approvata con decreto del 20 febbraio 2014, che ha avuto attuazione dopo le elezioni dipartimentali del 2015, è stato soppresso.

## Composizione
Comprendeva i seguenti comuni:
- Les Artigues-de-Lussac
- Francs
- Gours
- Lussac
- Montagne
- Néac
- Petit-Palais-et-Cornemps
- Puisseguin
- Puynormand
- Saint-Christophe-des-Bardes
- Saint-Cibard
- Saint-Sauveur-de-Puynormand
- Tayac